# Tipton
Tipton è una cittadina inglese della regione delle Midlands Occidentali di circa 47 000 abitanti. Appartenente al distretto metropolitano di Sandwell, situato nella contea (omonima alla regione) delle West Midlands.

## Storia
Fino al XVIII secolo Tipton era composta da una serie di frazioni sparse e poco popolate. Durante il XIX secolo, con la progressiva industrializzazione e la costruzione di canali e ferrovie, l'abitato aumentò demograficamente passando dagli originali 4 000 a circa 30 000 abitanti.

## Geografia fisica
La località si trova nella parte centro-occidentale dell'area metropolitana delle West Midlands, e dista pochi chilometri dalla città di Birmingham. Fra le altre maggiori comunità vicinali vi sono Dudley e Wolverhampton.